# Виганду (річка)
Виганду, також Виханду (ест. Võhandu jõgi, у верхній течії — Пюгайиґі, ест. Pühajõgi) — найдовша річка Естонії (якщо вважати річки Вяйке Емайигі і Суур Емайигі двома річками, а не частинами однієї). Має довжину 162 км. Бере початок біля села Саверна. Протікає на півдні країни. У верхній течії має назву Пюгайиґі (Pühajõgi — «священна річка»).
В минулому вважалася священною річкою.
До басейну річки також належить озеро Аалупі.

## Міфи
В минулому річку Виганду вважали священною. Говорили, начебто володар річки міг послати дощ, якщо торкати священну цю річку, забруднювати воду чи перегороджувати її русло. В книзі Йогана Гутслафа (ест. Johann Gutslaff), виданій у 1644 році, говориться, як у 1641 році селяни, вважаючи, що неврожай це кара за забруднення води в річці і перегороджування її русла млином, що його побудував поміщик, зруйнували загату і млин та вичистили річку. Причому, у руйнуванні млина брали участь не тільки місцеві селяни, але й селяни з багатьох інших місць півдня Естонії. Проти селян були викликані війська, однак суворо карати їх не стали, вважаючи причиною руйнування млина марновірство, а не бунт проти поміщика. В подальшому ці вірування забулися і у 19 столітті вже самі селяни будували на річці загати і млини.